# Douglas O-38
El Douglas O-38 fue un avión de observación usado por el Cuerpo Aéreo del Ejército de los Estados Unidos, diseñado y construido por la estadounidense Douglas Aircraft Company en los años 30 del siglo XX.

## Diseño y desarrollo
El O-38 era un derivado modernizado del O-25, a su vez una variante remotorizada del anterior Douglas O-2. Entre 1931 y 1934, Douglas construyó 156 O-38 para el Cuerpo Aéreo, ocho de los cuales fueron O-38F. Algunos estaban todavía en servicio en el momento del Ataque a Pearl Harbor en 1941.

## Variantes

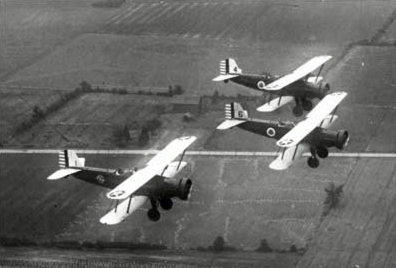
O-38B del 112 Escuadrón de Observación, Guardia Nacional de Ohio, en 1936.

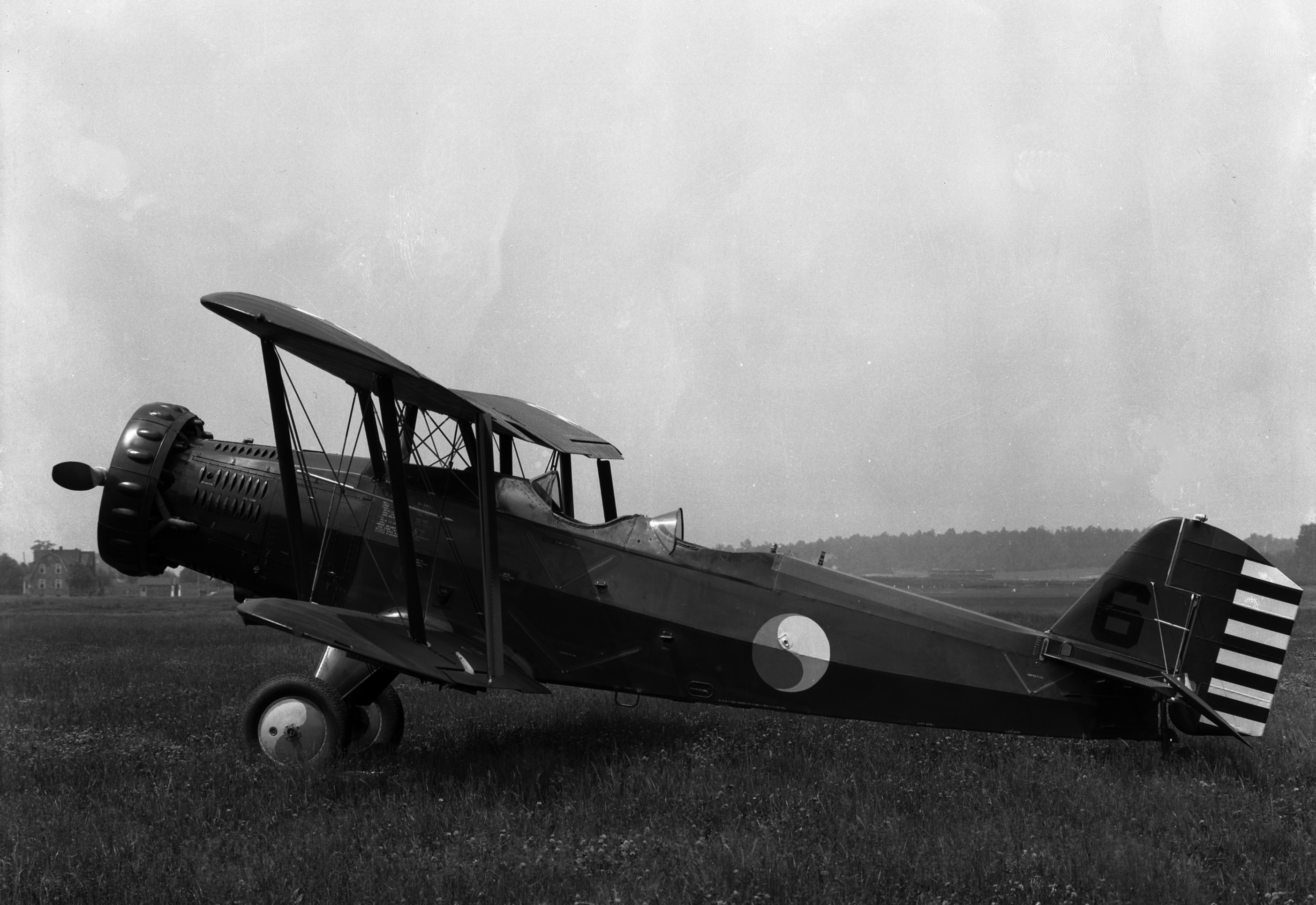
O-38 de la Guardia Nacional de Maryland.

O-38
Derivado del O-25, con un motor radial Pratt & Whitney R-1690-3 y capota anular Townend; la Guardia Nacional recibió los 44 aviones producidos.
O-38A
Un único O-38 desarmado de enlace de personal para la Guardia Nacional.
O-38B
Derivado del O-38 con un motor R-1690-5; la producción total fue de 63 unidades; siendo 30 para los escuadrones de observación del USAAC y 33 para la Guardia Nacional.
O-38C
Un único avión, similar al O-38B para su uso por la Guardia Costera de los Estados Unidos.
O-38E
Modelo con fuselaje más ancho y largo, en la línea del desarrollo privado O-38S, con una cubierta deslizante sobre las cabinas y un motor radial R-1690-13 de 466 kW (625 hp) con hélice metálica; podía ser operado con flotadores gemelos Edo; 37 de estos aviones fueron entregados a la Guardia Nacional.
O-38F
Ocho aviones desarmados de enlace de personal entregados a la Guardia Nacional en 1933, con un motor R-1690-9 y una cabina revisada y totalmente cerrada.
O-38P
Casi idéntico a la serie E/F. Seis aviones fueron entregados a Perú en febrero de 1933, equipados con flotadores Edo; tres tomaron parte en el conflicto contra Colombia, y mantuvieron combates aéreos contra Curtiss F-11C Hawk II colombianos, perdiéndose uno como consecuencia de los daños recibidos durante estos enfrentamientos. Los supervivientes fueron equipados con ruedas, y sirvieron como entrenadores hasta 1940.
O-38S
Desarrollo privado del O-38 con fuselaje más ancho y largo, cubierta de la tripulación cerrada y motor radial Wright R-1820-E Cyclone de 429 kW (575 hp) con capota lisa; de hecho, era el prototipo del O-38E.
A-6
Propuesta de uso del O-38 como blanco aéreo no tripulado controlado por radio (cancelado).

## Operadores
Colombia
- Fuerza Aérea Colombiana: una aeronave capturada del Perú en 1933, retornada al Perú en 1934.

 Estados Unidos
- Cuerpo Aéreo del Ejército de los Estados Unidos
- Guardia Nacional de los Estados Unidos

 Perú
- Marina de Guerra del Perú

## Supervivientes
El único ejemplar superviviente de O-38 está en exhibición en el Museo Nacional de la Fuerza Aérea de Estados Unidos en la Base de la Fuerza Aérea Wright-Patterson cerca de Dayton, Ohio. Por varias décadas se creyó que no habían sobrevivido ejemplares de este avión, hasta que los restos de un O-38F fueron localizados en Alaska en los años 60. El avión fue el primer aeroplano en aterrizar en Ladd Field cerca de Fairbanks, Alaska, en octubre de 1940. Se había desplomado el 16 de junio de 1941 como resultado de un fallo de motor, y realizó un aterrizaje suave a unos 110 km al sureste de Fairbanks. Ambos miembros de la tripulación sobrevivieron ilesos al aterrizaje, y caminaron hasta zona segura después de recibir suministros por aire, pero la localización del avión fue considerada demasiado remota para recuperarlo. Los restos fueron finalmente redescubiertos casi treinta años más tarde durante un reconocimiento aéreo de la zona, y el modelo de avión fue prontamente identificado. El personal del Museo de la Fuerza Aérea lo reconoció como el último ejemplar superviviente, y rápidamente organizó un equipo para examinar el avión para una posible recuperación y restauración. Una vez en la zona del accidente, encontraron el avión sorprendentemente bien conservado, faltando curiosamente solo los dos asientos y la rueda de cola. Pronto se planeó retirar el avión con un helicóptero CH-47 Chinook de Fort Greeley el 10 de junio de 1968, y fue transportado de vuelta a Dayton, Ohio. Mientras tanto, los asientos desaparecidos fueron encontrados en la choza de un lugareño donde estaban siendo usadas como sillas. Se había llevado la rueda desaparecida porque pensó que podría construir una carretilla algún día. La restauración por el personal del museo llevó varios años, y muchas piezas de la estructura de las alas tuvieron que reconstruirse a partir de planos originales y piezas dañadas. El avión acabado con su motor original fue completado y puesto en exhibición en 1974. Actualmente, se exhibe, colgado, en la Galería de los Años de Entreguerras del museo.

## Especificaciones (O-38B)
Referencia datos: "United States Military Aircraft Since 1909" by F. G. Swanborough & Peter M. Bowers (Putnam New York, ISBN 0-85177-816-X) 1964, 596 pp.

### Características generales
- Tripulación: Dos
- Longitud: 9,8 m (32 ft)
- Envergadura: 12,2 m (40 ft)
- Altura: 3,3 m (10,7 ft)
- Superficie alar: 34,5 m² (371,4 ft²)
- Peso vacío: 1393 kg (3070,2 lb)
- Peso cargado: 2022 kg (4456,5 lb)
- Peso máximo al despegue: 2500 kg (5510 lb)
- Planta motriz: 1× motor radial de nueve cilindros refrigerado por aire Pratt & Whitney R-1690-5.
  - Potencia: 525 kW (724 HP; 714 CV)

### Rendimiento
- Velocidad máxima operativa (Vno): 240 km/h (149 MPH; 130 kt)
- Velocidad crucero (Vc): 206 km/h (128 MPH; 111 kt)
- Alcance: 906 km (489 nmi; 563 mi)
- Techo de vuelo: 6020 m (19 751 ft)
- Régimen de ascenso: 4,8 m/s (945 ft/min)

### Armamento
- Ametralladoras: 

  - 2 Browning de 7,62 mm (una frontal fija y una flexible)
- Bombas: 

  - 4 de 45,4 kg

## Aeronaves relacionadas

### Desarrollos relacionados
- Douglas O-2
- Douglas O-25

### Secuencias de designación
- Secuencia O-_ (Aviones de Observación del USAAC/USAAF, 1924-1942): ← O-35 - O-36 - O-37 - O-38 - O-39 - O-40 - O-41 →
- Secuencia A-_ (Blancos Aéreos del USAAC, 1940-1941): ← A-3 - A-4 - A-5 - A-6 - A-7 - A-8